# Leonardo Fioravanti (Surfer)
Leonardo Fioravanti (* 8. Dezember 1997 in Rom) ist ein italienischer Surfer.

## Biografie
Leonardo Fioravanti begann bereits im Alter von 4 Jahren mit dem Surfen, wurde mit nur 16 Jahren U21-Europameister. Im Jahre 2017 qualifizierte er sich als erster Italiener überhaupt für die World Surf League. Zwei Jahre später konnte er sich über diese für die Olympischen Sommerspiele 2020 in Tokio qualifizieren. Aufgrund der COVID-19-Pandemie wurden die Spielen in Tokio um ein Jahr verschoben. Bei der olympischen Premiere der Sportart am Tsurigasaki Surfing Beach war Fioravanti der erste italienische Surfer, der an Olympischen Spielen teilnahm. Er belegte im Shortboardwettkampf den neunten Platz.
Neben dem Sydney Surf Pro 2020 gewann Fioravanti auch das EDP Vissla Pro Ericeira in der World Surf League. Durch gute Leistungen in der World Surf League 2023 konnte er sich auch für die Olympischen Sommerspiele 2024 qualifizieren.